# روزان مولهولاند
روزان سانتوس مولهولاند (مواليد 31 ديسمبر 1980) هي ممثلة وكاتبة برازيلية. لعبت الدور الرئيسي المعلمة هيلينا ، في النسخة البرازيلية من المسلسل كاروسيل.

## روابط خارجية
- روزان مولهولاند في قاعدة بيانات الأفلام على الإنترنت